# La Communauté des magiciens
La Communauté des magiciens est le cinquième tome de la série des Grand Vampire paru en 2004. Le scénario est de Joann Sfar et Sandrina Jardel, les dessins de Joan Sfar et les couleurs d'Audré Jardel.

## Résumé
Fernand se fait surprendre par Nope, une jeune fille qui le prend en photo alors qu'il boit le sang d'une femme endormie.  Nope est une étudiante en sorcellerie.  Elle tombe amoureuse de Fernand et l'entraîne avec elle à la soirée de fin d'études de son école.  Mais les chasseurs de sorcières sont à l'affût et bien déterminés à combattre les sorciers.

## Personnages
- Fernand : Vampire et personnage central de cette histoire.
- Liou : Ex-compagne de Fernand.
- Magda : Artiste, elle loue l'ancienne chambre de Liou dans le château de Fernand.
- Nope : Jeune étudiante en sorcellerie de 17 ans amoureuse de Fernand.  Elle a les cheveux roux et ondulés et les yeux bleus.  Elle aime la musique gothique ou indus' et le Dead Uke (de la musique hawaïenne jouée par les morts avec du ukulélé et de la slide guitar).  De par son jeune âge, son immaturité et ses centres d'intérêt, elle pourrait rappeler Aspirine, un autre personnage de Grand Vampire.
- Casiglia : Chef des sorciers.  Il a des moyens expéditifs qui ne plaisent pas à tout le monde.
- Lionel : Assistant et majordome de Casiglia.
- Zaïneb : Jeune étudiante en sorcellerie.  Amie de Nope.
- Oskar « Humpty Dumty » Mazock : Commissaire à Vilna.
- Vincent Ehrenstein : Inspecteur au commissariat de Vilna.  Adjoint de Mazock.